# Leslie Bibb
Leslie Louise Bibb (Bismarck, Észak-Dakota, 1973. november 17. –) amerikai színésznő és modell.
Legismertebb alakítása Christine Everhart a Marvel-moziuniverzum filmjeiben. Elsőként a 2008-as A Vasember című filmben tűnt fel, ezt követte a Vasember 2. (2010).

## Élete és pályafutása
Bismarckban született. Apja három évvel a születése után meghalt. Később Richmondba költöztek özvegy édesanyjával és három nővérével, ott is járt iskolába a Saint Gertrude High School tanulójaként.

## Filmográfia

### Film
| Év   | Magyar cím                               | Eredeti cím                                 | Szerep              | Magyar hang        |
| ---- | ---------------------------------------- | ------------------------------------------- | ------------------- | ------------------ |
| 1997 | Intim részek                             | Private Parts                               | WNBC idegenvezető   |                    |
| 1997 | Érints meg!                              | Touch Me                                    | Fawn                |                    |
| 1999 |                                          | This Space Between Us                       | Summer              |                    |
| 2000 |                                          | The Young Unknowns                          | Cassandra           |                    |
| 2000 | Koponyák                                 | The Skulls                                  | Chloe Whitfield     | Zsigmond Tamara    |
| 2001 | Kutyafuttában                            | See Spot Run                                | Stephanie           | Németh Borbála     |
| 2006 | Csuklónyiszálók                          | Wristcutters: A Love Story                  | Desiree             | F. Nagy Erika      |
| 2006 | Taplógáz: Ricky Bobby legendája          | Talladega Nights: The Ballad of Ricky Bobby | Carley Bobby        | Oroszlán Szonja    |
| 2007 |                                          | My Wife Is Retarded (rövidfilm)             | Julie               |                    |
| 2007 | Szex és halál kezdőknek                  | Sex and Death 101                           | Dr. Miranda Storm   | Solecki Janka      |
| 2008 | A Vasember                               | Iron Man                                    | Christine Everhart  | Zsigmond Tamara    |
| 2008 | Éjféli etetés                            | The Midnight Meat Train                     | Maya Jones          | Zsigmond Tamara    |
| 2008 | Adsz vagy kapsz                          | Trick 'r Treat                              | Emma                | Solecki Janka      |
| 2009 | Egy boltkóros naplója                    | Confessions of a Shopaholic                 | Alicia Billington   | Roatis Andrea      |
| 2009 | Törvénytisztelő polgár                   | Law Abiding Citizen                         | Sarah Lowell        | Roatis Andrea      |
| 2010 | Vasember 2.                              | Iron Man 2                                  | Christine Everhart  | Zsigmond Tamara    |
| 2010 | Miss Senki                               | Miss Nobody                                 | Sarah Jane McKinney | Zsigmond Tamara    |
| 2011 | A gondozoo                               | Zookeeper                                   | Stephanie           | Bogdányi Titanilla |
| 2011 | A gondozoo                               | Zookeeper                                   | Stephanie           | Sánta Annamária    |
| 2011 | A gondozoo                               | Zookeeper                                   | Stephanie           | Solecki Janka      |
| 2011 | Egy régi jó tivornya                     | A Good Old Fashioned Orgy                   | Kelly               | Zsigmond Tamara    |
| 2012 | A gonosz markában                        | Meeting Evil                                | Joanie Felton       | Bogdányi Titanilla |
| 2013 | Movie 43: Botrányfilm                    | Movie 43                                    | Wonder Woman        | Vágó Bernadett     |
| 2013 | Ördögfióka                               | Hell Baby                                   | Vanessa             |                    |
| 2014 | Tomboló bosszúvágy                       | No Good Deed                                | Meg                 | Zsigmond Tamara    |
| 2014 |                                          | Flight 7500                                 | Laura Baxter        |                    |
| 2014 | Vigyázz rám                              | Take Care                                   | Frannie             | Magyar Viktória    |
| 2015 | Áss csodát!                              | Don Verdean                                 | Joylinda Lazarus    | Mezei Kitty        |
| 2017 |                                          | To the Bone                                 | Megan               |                    |
| 2017 | A Zodiákus újra öl                       | Awakening the Zodiac                        | Zoe Branson         | Solecki Janka      |
| 2017 | A bébiszitter                            | The Babysitter                              | Mrs. Johnson        | Major Melinda      |
| 2018 | Haverok harca                            | Tag                                         | Susan Rollins       | Zsigmond Tamara    |
| 2019 | Versenyfutás az ördöggel                 | Running with the Devil                      | Charge ügynök       | Solecki Janka      |
| 2020 |                                          | The Lost Husband                            | Libby Moran         |                    |
| 2020 | A bébiszitter – A kárhozottak királynője | Babysitter: Killer Queen                    | Mrs. Johnson        | Major Melinda      |
| 2022 |                                          | The Inhabitant                              | Emily Haldon        |                    |
| 2023 | Ürömapám                                 | About My Father                             | Ellie               | Zsigmond Tamara    |
| 2024 | Kettes számú esküdt                      | Juror #2                                    | Denice Aldworth     | Oroszlán Szonja    |

### Televízió
| Év        | Magyar cím                          | Eredeti cím                          | Szerep                                     | Megjegyzések                                                      |
| --------- | ----------------------------------- | ------------------------------------ | ------------------------------------------ | ----------------------------------------------------------------- |
| 1996      | Pacific Blue                        | Pacific Blue                         | Nikki                                      | 1 epizód                                                          |
| 1996      | Házi barkács                        | Home Improvement                     | Lisa Burton                                | 1 epizód                                                          |
| 1997      | Divatalnokok                        | Just Shoot Me!                       | Nikki                                      | 1 epizód                                                          |
| 1997      | Pomponsrácok                        | Fired Up                             | Lana                                       | 1 epizód                                                          |
| 1997      |                                     | The Big Easy                         | Janine Rebbenack                           | főszereplő                                                        |
| 1998      |                                     | Something So Right                   | Tina                                       | 1 epizód                                                          |
| 1998      | A kiválasztott – Az amerikai látnok | Early Edition                        | Emily Harrigan                             | 1 epizód                                                          |
| 1999      |                                     | Sons of Thunder                      | Nancy Jones                                | 1 epizód                                                          |
| 1999–2001 |                                     | Popular                              | Brooke McQueen                             | főszereplő                                                        |
| 2000      |                                     | Grosse Pointe                        | önmaga                                     | 1 epizód                                                          |
| 2002–2003 | Vészhelyzet                         | ER                                   | Erin Harkins                               | visszatérő szerep (9. évad)                                       |
| 2003–2004 |                                     | Line of Fire                         | Paige Van Doren                            | főszereplő                                                        |
| 2004      |                                     | Capital City                         | Paige Armstrong                            | próbaepizód                                                       |
| 2004      | Kés/Alatt                           | Nip/Tuck                             | Naomi Gaines                               | 1 epizód                                                          |
| 2005      |                                     | Hitched                              | Emily                                      | próbaepizód                                                       |
| 2005–2007 | Bostoni halottkémek                 | Crossing Jordan                      | Tallulah "Lu" Simmons nyomozó              | - főszereplő (6-7. évad) - magyar hangja:[forrás?] - Csondor Kata |
| 2007      | CSI: Miami helyszínelők             | CSI: Miami                           | Beth Selby / Cayla Selby / Ashley Whitford | 1 epizód (Tripla élvezet)                                         |
| 2007      | Törtetők                            | Entourage                            | Laurie                                     | 1 epizód                                                          |
| 2007      |                                     | Atlanta                              | Jessica                                    | próbaepizód                                                       |
| 2009      | A királyság                         | Kings                                | Katrina Ghent                              | 5 epizód                                                          |
| 2010–2015 | A liga                              | The League                           | Meegan Eckhart                             | 7 epizód                                                          |
| 2012      |                                     | GCB                                  | Amanda Vaughn                              | főszereplő                                                        |
| 2014      | Gyilkos hajsza                      | The Following                        | Jana Murphy                                | 2 epizód                                                          |
| 2014–2015 | Egy fiúról                          | About a Boy                          | Dakota                                     | - visszatérő szerep - magyar hangja: - Balsai Móni                |
| 2015      | Furcsa pár                          | The Odd Couple                       | Casey                                      | - visszatérő szerep - magyar hangja: - Zsigmond Tamara            |
| 2015      |                                     | Salem Rogers: Model of the Year 1998 | Salem Rogers                               | főszereplő                                                        |
| 2016–2017 |                                     | Rhett & Link's Buddy System          | Aimee Brells                               | visszatérő szerep (1. évad) vendégszerep (2. évad)                |
| 2016–2020 | Anyaság túlsúlyban                  | American Housewife                   | Viv                                        | - visszatérő szerep - magyar hangja: - Zsigmond Tamara            |
| 2017–2018 |                                     | Nobodies                             | Sam                                        | 12 epizód                                                         |
| 2020      |                                     | Home Movie: The Princess Bride       | Buttercup hercegnő                         | tévéfilm                                                          |
| 2021      | Jupiter hagyatéka                   | Jupiter's Legacy                     | Grace Sampson                              | - főszereplő - magyar hangja: - Solecki Janka                     |
| 2021      | Mi lenne, ha…?                      | What If...?                          | Christine Everhart (hangja)                | - 2 epizód - magyar hangja: - Zsigmond Tamara                     |
| 2021      |                                     | Love Life                            | Becca Evans                                | visszatérő szerep (2. évad)                                       |
| 2022      | Robotcsirke                         | Robot Chicken                        | Giuliana Rancic / Millie Tabootie (hangja) | 1 epizód                                                          |
| 2022      | Isten kedvenc idiótája              | God's Favorite Idiot                 | Sátán                                      | - főszereplő - magyar hangja: - Madarász Éva                      |
| 2024      | Palm Royale                         | Palm Royale                          | Dinah Donahue                              | főszereplő                                                        |